# 札幌プロレスフェスタ
札幌プロレスフェスタ（さっぽろプロレスフェスタ）は、北海道札幌市で開催されているイベントプロレス。

## 札幌プロレスフェスタ
- 日時 : 2010年10月10日、10月11日
- 会場 : 札幌テイセンホール
- 参加プロレス団体 : 大日本プロレス、DDTプロレスリング、プロレスリングFREEDOMS、KAIENTAI DOJO、アイスリボン

### 1日目
| アイスリボン 観客数 : 304人 札幌リボン | アイスリボン 観客数 : 304人 札幌リボン           | アイスリボン 観客数 : 304人 札幌リボン           | DDTプロレスリング 観客数 : 371人 サッポロプロレスフェスタ〜DDT〜 | DDTプロレスリング 観客数 : 371人 サッポロプロレスフェスタ〜DDT〜 | DDTプロレスリング 観客数 : 371人 サッポロプロレスフェスタ〜DDT〜 | 大日本プロレス 観客数 : 798人 BJ SPIKEOUTシリーズ 札幌大会               | 大日本プロレス 観客数 : 798人 BJ SPIKEOUTシリーズ 札幌大会               | 大日本プロレス 観客数 : 798人 BJ SPIKEOUTシリーズ 札幌大会               |
| 第1試合 シングルマッチ | 第1試合 シングルマッチ                           | 第1試合 シングルマッチ                           | 第1試合 タッグマッチ                                             | 第1試合 タッグマッチ                                             | 第1試合 タッグマッチ                                             | 第1試合 タッグマッチ                                                     | 第1試合 タッグマッチ                                                     | 第1試合 タッグマッチ                                                     |
| ○都宮ちい | 5分19秒 ジャングルクラッチ                       | くるみ×                                          | ○HARASHIMA 大鷲透                                                | 13分29秒 蒼魔刀                                                  | 佐藤光留 中澤マイケル×                                           | △岡林裕二 橋本和樹                                                       | 時間切れ引き分け                                                         | 河上隆一 塚本拓海△                                                       |
| 第2試合 タッグマッチ | 第2試合 タッグマッチ                             | 第2試合 タッグマッチ                             | 第2試合 ヌンチャク100本&ヌンチャクボードデスマッチ               | 第2試合 ヌンチャク100本&ヌンチャクボードデスマッチ               | 第2試合 ヌンチャク100本&ヌンチャクボードデスマッチ               | 第2試合 タッグマッチ                                                     | 第2試合 タッグマッチ                                                     | 第2試合 タッグマッチ                                                     |
| ○真琴 志田光 | 14分35秒 ライジングスタースープレックスホールド  | 安藤あいか しもうま和美×                         | ○宏樹                                                            | 10分3秒 酔拳エルボードロップ                                     | 千春×                                                            | 大黒坊弁慶 ×マスク・ド・ゲンベイ                                         | 9分20秒 横入りエビ固め                                                   | 山川竜司 谷口裕一○                                                       |
| 第3試合 トライアングルリボン | 第3試合 トライアングルリボン                     | 第3試合 トライアングルリボン                     | 第3試合 トリプルスレッドマッチ                                   | 第3試合 トリプルスレッドマッチ                                   | 第3試合 トリプルスレッドマッチ                                   | 第3試合 タッグマッチ                                                     | 第3試合 タッグマッチ                                                     | 第3試合 タッグマッチ                                                     |
| ○みなみ飛香 | 9分35秒 ブロックバスターホールド                 | 藤本つかさ×                                      | ○ヤス・ウラノ                                                    | 10分4秒 リバーススープレックスホールド                           | DJニラ×                                                          | MEN'Sテイオー ○忍                                                        | 15分2秒 S.E.X                                                            | 石川雄規 大橋篤×                                                         |
| もう1人は夏樹☆たいよう | もう1人は夏樹☆たいよう                           | もう1人は夏樹☆たいよう                           | もう1人は石井慧介                                                | もう1人は石井慧介                                                | もう1人は石井慧介                                                | MEN'Sテイオー ○忍                                                        | 15分2秒 S.E.X                                                            | 石川雄規 大橋篤×                                                         |
| 第4試合 ハードコアリボン | 第4試合 ハードコアリボン                         | 第4試合 ハードコアリボン                         | 第4試合 3WAYマッチ                                               | 第4試合 3WAYマッチ                                               | 第4試合 3WAYマッチ                                               | 第4試合 ハードコアマッチ                                                 | 第4試合 ハードコアマッチ                                                 | 第4試合 ハードコアマッチ                                                 |
| 葛西純 "黒天使"沼澤邪鬼 ×松本都 | 11分18秒 そうまとう                              | 佐々木貴 宮本裕向 りほ○                          | ディック東郷 ○GENTARO                                            | 7分49秒 ダイビングエルボードロップ                               | 佐々木大輔 高尾蒼馬×                                             | ○マンモス佐々木                                                          | 12分0秒 マンモスホームラン                                               | アブドーラ小林×                                                          |
| 第5試合 インターナショナルリボンタッグ選手権試合 | 第5試合 インターナショナルリボンタッグ選手権試合 | 第5試合 インターナショナルリボンタッグ選手権試合 | 第5試合 シングルマッチ                                           | 第5試合 シングルマッチ                                           | 第5試合 シングルマッチ                                           | 第5試合 BJW認定タッグ選手権試合ハードコアマッチ                          | 第5試合 BJW認定タッグ選手権試合ハードコアマッチ                          | 第5試合 BJW認定タッグ選手権試合ハードコアマッチ                          |
| さくらえみ ○高橋奈苗 （王者） | 14分49秒 イクボム                                | 星ハム子× 帯広さやか （挑戦者）                  | ×アントーニオ本多                                                | 14分5秒 SOD                                                      | 斗猛矢○                                                          | 葛西純 ×"黒天使"沼澤邪鬼 （王者）                                        | 19分59秒 ラリアット                                                      | 関本大介 佐々木義人 (プロレスラー)○ （挑戦者）                           |
| 第6試合 スペシャルバトルロイヤル | 第6試合 スペシャルバトルロイヤル                 | 第6試合 スペシャルバトルロイヤル                 | 第6試合 タッグマッチ                                             | 第6試合 タッグマッチ                                             | 第6試合 タッグマッチ                                             | 第6試合 蛍光灯6人タッグデスマッチ                                        | 第6試合 蛍光灯6人タッグデスマッチ                                        | 第6試合 蛍光灯6人タッグデスマッチ                                        |
| ○りほ | 20分0秒 エビ固め                                 | 帯広さやか×                                      | 飯伏幸太 ○ケニー・オメガ 三和太                                  | 16分3秒 クロイツ・ラス                                           | 高木三四郎 KUDO 安部行洋×                                        | シャドウWX 佐々木貴 ○伊東竜二                                            | 19分2秒 ドラゴンスプラッシュ・オン・ザ・蛍光灯束                         | 宮本裕向 竹田誠志 星野勘九郎×                                            |
| 退場順=葛西純、"黒天使"沼澤邪鬼、佐々木貴、宮本裕向、志田光、真琴、くるみ、都宮ちい、しもうま和美、松本都、みなみ飛香、夏樹☆たいよう、安藤あいか、藤本つかさ、高橋奈苗、星ハム子、さくらえみ、帯広さやか |                                                  |                                                  | 飯伏幸太 ○ケニー・オメガ 三和太                                  | 16分3秒 クロイツ・ラス                                           | 高木三四郎 KUDO 安部行洋×                                        | シャドウWX 佐々木貴 ○伊東竜二                                            | 19分2秒 ドラゴンスプラッシュ・オン・ザ・蛍光灯束                         | 宮本裕向 竹田誠志 星野勘九郎×                                            |
| - | -                                                | -                                                | 第7試合 KO-Dタッグ選手権試合                                     | 第7試合 KO-Dタッグ選手権試合                                     | 第7試合 KO-Dタッグ選手権試合                                     |                                                                          |                                                                          |                                                                          |
| |                                                  |                                                  | ○越中詩郎 男色ディーノ （王者）                                  | 14分36秒 パワーボム                                              | MIKAMI× タノムサク鳥羽 （挑戦者）                                | 出場予定だったネクロ・ブッチャーは入国拒否による国外退去処分により欠場。 | 出場予定だったネクロ・ブッチャーは入国拒否による国外退去処分により欠場。 | 出場予定だったネクロ・ブッチャーは入国拒否による国外退去処分により欠場。 |

### 2日目
| プロレスリングFREEDOMS 観客数 : 268人 FREEDOMS札幌初上陸! | プロレスリングFREEDOMS 観客数 : 268人 FREEDOMS札幌初上陸! | プロレスリングFREEDOMS 観客数 : 268人 FREEDOMS札幌初上陸! | KAIENTAI DOJO 観客数 : 319人 CLUB-K TOUR in SAPPORO        | KAIENTAI DOJO 観客数 : 319人 CLUB-K TOUR in SAPPORO        | KAIENTAI DOJO 観客数 : 319人 CLUB-K TOUR in SAPPORO        | プロレス五稜郭 観客数 : 296人 札幌プロレスフェスタ プロレス五稜郭 | プロレス五稜郭 観客数 : 296人 札幌プロレスフェスタ プロレス五稜郭 | プロレス五稜郭 観客数 : 296人 札幌プロレスフェスタ プロレス五稜郭 |
| 第1試合 タッグマッチ                                      | 第1試合 タッグマッチ                                      | 第1試合 タッグマッチ                                      | 第1試合 シングルマッチ                                     | 第1試合 シングルマッチ                                     | 第1試合 シングルマッチ                                     | 第1試合 フレッシュオープニングファイトタッグマッチ | 第1試合 フレッシュオープニングファイトタッグマッチ | 第1試合 フレッシュオープニングファイトタッグマッチ |
| リッキー・フジ ×矢野啓太                                  | 14分35秒 ダイビングバカチンガーエルボードロップ           | アブドーラ小林○ アントーニオ本多                          | ○ヒロ・トウナイ                                            | 11分15秒 滝落とし                                          | 関根龍一×                                                  | 神威 ○石井慧介 | 12分28秒 ニールキック | 関根龍一 塚本拓海× |
| 第2試合 場外カウントなしルール                            | 第2試合 場外カウントなしルール                            | 第2試合 場外カウントなしルール                            | 第2試合 シングルマッチ                                     | 第2試合 シングルマッチ                                     | 第2試合 シングルマッチ                                     | 第2試合 世界初!レフリー5名体制!!シングルマッチ | 第2試合 世界初!レフリー5名体制!!シングルマッチ | 第2試合 世界初!レフリー5名体制!!シングルマッチ |
| ○ジ・ウィンガー 忍                                        | 12分24秒 ダイビングセントーン                             | 稲松三郎× 小笠原和彦 with 宏樹                            | ×バンビ                                                    | 8分59秒 トモキャッチ完                                     | 中川ともか○                                                | ×GENTARO | 9分23秒 安部☆自演乙☆クラッチ | 安部行洋● |
| 第3試合 ハードコア3WAYマッチ                              | 第3試合 ハードコア3WAYマッチ                              | 第3試合 ハードコア3WAYマッチ                              | 第3試合 タッグマッチ                                       | 第3試合 タッグマッチ                                       | 第3試合 タッグマッチ                                       | 第3試合 5団体対抗5WAYラダークイズマッチ | 第3試合 5団体対抗5WAYラダークイズマッチ | 第3試合 5団体対抗5WAYラダークイズマッチ |
| ×神威 ×竹田誠志                                           | 12分31秒 2人同時に十字固め                                | 円華○                                                     | ○真霜拳號 山縣優                                           | 16分16秒 垂直落下式ブレーンバスター                        | 滝澤大志 ランディ拓也×                                     | ○真霜拳號 | 12分38秒 クラーク | 葛西純× 伊東竜二× アントーニオ本多× 都宮ちい× |
| 第4試合 シングルマッチ                                    | 第4試合 シングルマッチ                                    | 第4試合 シングルマッチ                                    | 第4試合 シングルマッチ                                     | 第4試合 シングルマッチ                                     | 第4試合 シングルマッチ                                     | セミファイナル 道産子?女子タッグマッチ | セミファイナル 道産子?女子タッグマッチ | セミファイナル 道産子?女子タッグマッチ |
| ○マンモス佐々木                                           | 12分29秒 29歳                                             | 高岩竜一×                                                 | ○HIROKI                                                    | 6分34秒 十字固め                                           | 稲松三郎×                                                  | バンビ ×帯広さやか | 11分32秒 ダイビングボディプレス | 山縣優 星ハム子○ |
| 第5試合 タッグマッチ                                      | 第5試合 タッグマッチ                                      | 第5試合 タッグマッチ                                      | 第5試合 UWA世界ミドル級選手権試合                          | 第5試合 UWA世界ミドル級選手権試合                          | 第5試合 UWA世界ミドル級選手権試合                          | メインイベント ロイヤルランブルイリミネーション10人タッグマッチ | メインイベント ロイヤルランブルイリミネーション10人タッグマッチ | メインイベント ロイヤルランブルイリミネーション10人タッグマッチ |
| 佐々木貴 ×葛西純 HIROKI                                   | 21分2秒 首固め                                            | グレート小鹿○ GENTARO 怨霊                                | ○梶トマト （王者）                                         | 15分40秒 レッドアイ                                        | マリーンズマスク× （挑戦者）                               | ○アブドーラ小林 | 18分59秒 ダイビングバカチンガーエルボードロップ | ヤス・ウラノ× |
|                                                           |                                                           |                                                           | 第6試合 海援隊☆DXファイナルカウントダウン1 6人タッグマッチ | 第6試合 海援隊☆DXファイナルカウントダウン1 6人タッグマッチ | 第6試合 海援隊☆DXファイナルカウントダウン1 6人タッグマッチ | 真琴○ ‐ ×ジ・ウインガー 真琴× ‐ ○ヤス・ウラノ 大石真翔× ‐ ○ヤス・ウラノ HARASHIMA○ ‐ ×しもうま和美 佐々木貴× - ○関本大介 HARASHIMA○ ‐ ×関本大介 HARASHIMA× ‐ ○火野裕士 アブドーラ小林○ ‐ ×火野裕士 | 真琴○ ‐ ×ジ・ウインガー 真琴× ‐ ○ヤス・ウラノ 大石真翔× ‐ ○ヤス・ウラノ HARASHIMA○ ‐ ×しもうま和美 佐々木貴× - ○関本大介 HARASHIMA○ ‐ ×関本大介 HARASHIMA× ‐ ○火野裕士 アブドーラ小林○ ‐ ×火野裕士 | 真琴○ ‐ ×ジ・ウインガー 真琴× ‐ ○ヤス・ウラノ 大石真翔× ‐ ○ヤス・ウラノ HARASHIMA○ ‐ ×しもうま和美 佐々木貴× - ○関本大介 HARASHIMA○ ‐ ×関本大介 HARASHIMA× ‐ ○火野裕士 アブドーラ小林○ ‐ ×火野裕士 |
| ○ディック東郷 TAKAみちのく MEN'Sテイオー                  | 16分43秒 ダイビングセントーン                             | 火野裕士 大石真翔× 旭志織                                 |                                                            |                                                            |                                                            | 真琴○ ‐ ×ジ・ウインガー 真琴× ‐ ○ヤス・ウラノ 大石真翔× ‐ ○ヤス・ウラノ HARASHIMA○ ‐ ×しもうま和美 佐々木貴× - ○関本大介 HARASHIMA○ ‐ ×関本大介 HARASHIMA× ‐ ○火野裕士 アブドーラ小林○ ‐ ×火野裕士 | 真琴○ ‐ ×ジ・ウインガー 真琴× ‐ ○ヤス・ウラノ 大石真翔× ‐ ○ヤス・ウラノ HARASHIMA○ ‐ ×しもうま和美 佐々木貴× - ○関本大介 HARASHIMA○ ‐ ×関本大介 HARASHIMA× ‐ ○火野裕士 アブドーラ小林○ ‐ ×火野裕士 | 真琴○ ‐ ×ジ・ウインガー 真琴× ‐ ○ヤス・ウラノ 大石真翔× ‐ ○ヤス・ウラノ HARASHIMA○ ‐ ×しもうま和美 佐々木貴× - ○関本大介 HARASHIMA○ ‐ ×関本大介 HARASHIMA× ‐ ○火野裕士 アブドーラ小林○ ‐ ×火野裕士 |

## 札幌プロレスフェスタ2011
- 日時 : 2011年10月9日、10月10日
- 会場 : 札幌テイセンホール
- 参加プロレス団体 : 大日本プロレス、DDTプロレスリング、プロレスリングFREEDOMS、KAIENTAI DOJO

### 1日目
| プロレスリングFREEDOMS 観客数 : 258人 FREEDOMS札幌大会 | プロレスリングFREEDOMS 観客数 : 258人 FREEDOMS札幌大会 | プロレスリングFREEDOMS 観客数 : 258人 FREEDOMS札幌大会 | KAIENTAI DOJO 観客数 : 286人 CLUB-K TOUR in SAPPORO            | KAIENTAI DOJO 観客数 : 286人 CLUB-K TOUR in SAPPORO            | KAIENTAI DOJO 観客数 : 286人 CLUB-K TOUR in SAPPORO            | 大日本プロレス 観客数 : 651人 札幌プロレスフェスタ                | 大日本プロレス 観客数 : 651人 札幌プロレスフェスタ                | 大日本プロレス 観客数 : 651人 札幌プロレスフェスタ                |
| 第1試合 タッグマッチ                                   | 第1試合 タッグマッチ                                   | 第1試合 タッグマッチ                                   | 第1試合 シングルマッチ                                         | 第1試合 シングルマッチ                                         | 第1試合 シングルマッチ                                         | 第1試合 タッグマッチ                                              | 第1試合 タッグマッチ                                              | 第1試合 タッグマッチ                                              |
| HIROKI ×杉浦透                                         | 8分25秒 ロッキンポ                                     | 竹田誠志○ 関根龍一                                     | ×マリーンズマスク                                              | 10分49秒 テキサスクローバーホールド                            | 大石真翔○                                                      | ○大黒坊弁慶 谷口裕一                                              | 6分50秒 エルボードロップ                                          | 大橋篤 塚本拓海×                                                  |
| 第2試合 シングルマッチ                                 | 第2試合 シングルマッチ                                 | 第2試合 シングルマッチ                                 | 第2試合 タッグマッチ                                           | 第2試合 タッグマッチ                                           | 第2試合 タッグマッチ                                           | 第2試合 シングルマッチ                                            | 第2試合 シングルマッチ                                            | 第2試合 シングルマッチ                                            |
| ○リッキー・フジ                                        | 8分21秒 横回転エビ固め                                 | 忍×                                                    | ○梶トマト クワイエット・ストーム                               | 10分16秒 スピード                                              | 火野裕士 バンビ×                                               | ○クワイエット・ストーム                                           | 3分46秒 SCD                                                       | ローリー・モンド×                                                 |
| 第3試合 タッグマッチ                                   | 第3試合 タッグマッチ                                   | 第3試合 タッグマッチ                                   | 第3試合 インディペンデント・ワールド・ジュニアヘビー選手権試合 | 第3試合 インディペンデント・ワールド・ジュニアヘビー選手権試合 | 第3試合 インディペンデント・ワールド・ジュニアヘビー選手権試合 | 第3試合 BJW認定タッグ王者組対wXw世界タッグ王者組 SPタッグマッチ   | 第3試合 BJW認定タッグ王者組対wXw世界タッグ王者組 SPタッグマッチ   | 第3試合 BJW認定タッグ王者組対wXw世界タッグ王者組 SPタッグマッチ   |
| 葛西純 ×神威                                           | 12分17秒 SOD                                           | 高岩竜一 斗猛矢○                                       | ○柏大五郎 （王者）                                             | 13分3秒 ランニングヘッドバット                                 | 大橋篤× （挑戦者）                                             | ×宮本裕向 木高イサミ                                              | 11分30秒 アンティーヒーロー                                       | トミー・エンド○ マイケル・ダンテ                                  |
| 第4試合 シングルマッチ                                 | 第4試合 シングルマッチ                                 | 第4試合 シングルマッチ                                 | 第4試合 タッグマッチ                                           | 第4試合 タッグマッチ                                           | 第4試合 タッグマッチ                                           | 第4試合 蛍光灯&有刺鉄線Wボード6人タッグデスマッチ                 | 第4試合 蛍光灯&有刺鉄線Wボード6人タッグデスマッチ                 | 第4試合 蛍光灯&有刺鉄線Wボード6人タッグデスマッチ                 |
| ×マンモス佐々木                                        | 7分36秒 反則勝ち（レフェリーに暴行）                   | 真霜拳號○                                              | 〇TAKAみちのく タイチ                                          | 18分29秒 みちのくドライバーII                                  | 旭志織× ヒロ・トウナイ                                         | ○葛西純 "黒天使"沼澤邪鬼 竹田誠志                                 | 15分18秒 リバースタイガードライバー                               | シャドウWX 清水基嗣× 星野勘九郎                                   |
| 第5試合 タッグマッチ                                   | 第5試合 タッグマッチ                                   | 第5試合 タッグマッチ                                   | 第5試合 STRONGEST-K TAG選手権試合                              | 第5試合 STRONGEST-K TAG選手権試合                              | 第5試合 STRONGEST-K TAG選手権試合                              | 第5試合 6人タッグマッチ                                           | 第5試合 6人タッグマッチ                                           | 第5試合 6人タッグマッチ                                           |
| GENTARO ○ジ・ウインガー                                | 8分55秒 反則勝ち（マスク剥ぎ）                         | グレート小鹿× アントーニオ本多                         | 真霜拳號 HIROKI× （王者）                                      | 20分9秒 デスバレーボム                                         | 稲松三郎○ 関根龍一 （挑戦者）                                  | ○関本大介 岡林裕二 橋本和樹                                       | 17分38秒 ジャーマンスープレックスホールド                         | 石川晋也 河上隆一 大谷将司×                                       |
| 再試合                                                 | 再試合                                                 | 再試合                                                 |                                                                |                                                                |                                                                | 第6試合 最侠TLリーグ ハードコアタッグマッチ                       | 第6試合 最侠TLリーグ ハードコアタッグマッチ                       | 第6試合 最侠TLリーグ ハードコアタッグマッチ                       |
| ×GENTARO ジ・ウインガー                                | 1分47秒 首固め                                         | グレート小鹿○ アントーニオ本多                         |                                                                |                                                                |                                                                | ○伊東竜二 MASADA                                                  | 12分52秒 MASADAのデスバレーボム                                   | 佐々木義人 (プロレスラー) 忍×                                     |
| 第6試合 シングルマッチ                                 | 第6試合 シングルマッチ                                 | 第6試合 シングルマッチ                                 |                                                                |                                                                |                                                                | 第6試合 BJW認定デスマッチヘビー級王座次期挑戦者決定巴戦デスマッチ | 第6試合 BJW認定デスマッチヘビー級王座次期挑戦者決定巴戦デスマッチ | 第6試合 BJW認定デスマッチヘビー級王座次期挑戦者決定巴戦デスマッチ |
| ×佐々木貴                                              | 13分17秒 お卍固め                                      | 澤宗紀○                                                |                                                                |                                                                |                                                                | ×佐々木貴                                                         | 17分48秒 ダイビングバカチンガーエルボードロップ                   | アブドーラ小林○                                                   |

### 2日目
| DDTプロレスリング 観客数 : 381人 札幌プロレスフェスタ | DDTプロレスリング 観客数 : 381人 札幌プロレスフェスタ | DDTプロレスリング 観客数 : 381人 札幌プロレスフェスタ | WorldプロレスリングJapanツアー 観客数 : 不明                | WorldプロレスリングJapanツアー 観客数 : 不明             | WorldプロレスリングJapanツアー 観客数 : 不明             |
| 第1試合 タッグマッチ                                  | 第1試合 タッグマッチ                                  | 第1試合 タッグマッチ                                  | 第1試合 タッグマッチ                                        | 第1試合 タッグマッチ                                     | 第1試合 タッグマッチ                                     |
| ポイズンJULIE澤田 ×DJニラ                             | 13分10秒 片エビ固め                                   | ヤス・ウラノ アントーニオ本多○                        | ササキ・アンド・ガッバーナ オオハシ・アンド・チョチョリーナ | 不明                                                     | 関根龍一 クワイエット・ストーム                          |
| 第2試合 ヌンチャク100本&植木鉢6人タッグデスマッチ     | 第2試合 ヌンチャク100本&植木鉢6人タッグデスマッチ     | 第2試合 ヌンチャク100本&植木鉢6人タッグデスマッチ     | 第2試合 シングルマッチ                                      | 第2試合 シングルマッチ                                   | 第2試合 シングルマッチ                                   |
| 高木三四郎 ○宏樹                                      | 15分30秒 体固め                                       | 中澤マイケル 千春×                                    | ローリー・モンド                                            | 不明                                                     | ヒロ・トウナイ                                           |
| 第3試合 シングルマッチ                                | 第3試合 シングルマッチ                                | 第3試合 シングルマッチ                                | 第3試合 タッグマッチ                                        | 第3試合 タッグマッチ                                     | 第3試合 タッグマッチ                                     |
| ○佐藤光留                                             | 11分14秒 腕ひしぎ逆十字固め                           | マサ高梨×                                             | リッキー・フジ モトリークルー・S                            | 不明                                                     | 高木三四郎 アブドーラ小林                                |
| 第4試合 タッグマッチ                                  | 第4試合 タッグマッチ                                  | 第4試合 タッグマッチ                                  | 第4試合 スペシャルシングルマッチ TOP of MAGMA No.1決定戦    | 第4試合 スペシャルシングルマッチ TOP of MAGMA No.1決定戦 | 第4試合 スペシャルシングルマッチ TOP of MAGMA No.1決定戦 |
| HARASHIMA ×佐々木大輔                                 | 12分2秒 片エビ固め                                    | 斗猛矢○ 高尾蒼馬                                      | グレート小鹿                                                | 不明                                                     | 男色ディーノ                                             |
| 第5試合 タッグマッチ                                  | 第5試合 タッグマッチ                                  | 第5試合 タッグマッチ                                  | 第5試合 ポールダウンカバーデスマッチ                        | 第5試合 ポールダウンカバーデスマッチ                     | 第5試合 ポールダウンカバーデスマッチ                     |
| MIKAMI KUDO×                                          | 11分2秒 エビ固め                                      | 高木三四郎○ 澤宗紀                                    | MASADA                                                      | 不明                                                     | アントーニオ本多                                         |
| 第6試合 KO-Dタッグ王者決定戦                          | 第6試合 KO-Dタッグ王者決定戦                          | 第6試合 KO-Dタッグ王者決定戦                          | 第6試合 スペシャル6人タッグマッチ                           | 第6試合 スペシャル6人タッグマッチ                        | 第6試合 スペシャル6人タッグマッチ                        |
| 大石真翔 ×男色ディーノ                                | 15分20秒 片エビ固め                                   | 入江茂弘 石井慧介○                                    | 伊東竜二 HARASHIMA トミー・エンド                           | 不明                                                     | 葛西純 真霜拳號 ダンテ                                   |

## 札幌プロレスフェスタ2012
「HBCラジオ ラジプロ!プレゼンツ Anniversary20」のサブタイトルで開催することが発表されている。
- 日時 : 2012年10月7日、10月8日
- 会場 : 札幌テイセンホール
- 参加プロレス団体 : 大日本プロレス、DDTプロレスリング、KAIENTAI DOJO

### 1日目
| KAIENTAI DOJO 観客数 : 不明 KAIENTAI DOJO 10周年記念札幌大会 | KAIENTAI DOJO 観客数 : 不明 KAIENTAI DOJO 10周年記念札幌大会 | KAIENTAI DOJO 観客数 : 不明 KAIENTAI DOJO 10周年記念札幌大会 | ラジプロ!20周年大会 観客数 : 不明                                                         | ラジプロ!20周年大会 観客数 : 不明                        | ラジプロ!20周年大会 観客数 : 不明                        |
| 第1試合 タッグマッチ                                         | 第1試合 タッグマッチ                                         | 第1試合 タッグマッチ                                         | 第1試合 6人タッグマッチ                                                                   | 第1試合 6人タッグマッチ                                  | 第1試合 6人タッグマッチ                                  |
| キャプテン・ニュージャパン YOSHIYA                           | 不明                                                         | リッキー・フジ 柏大五郎                                      | 関本大介 佐々木義人 (プロレスラー) 石川晋也                                               | 不明                                                     | 岡林裕二 橋本和樹 神谷英慶                               |
| 第2試合 TAKAみちのく20周年への道ファイナル                   | 第2試合 TAKAみちのく20周年への道ファイナル                   | 第2試合 TAKAみちのく20周年への道ファイナル                   | 第2試合 美人レスラー4人によるタッグマッチ                                                 | 第2試合 美人レスラー4人によるタッグマッチ                | 第2試合 美人レスラー4人によるタッグマッチ                |
| TAKAみちのく                                                 | 不明                                                         | 関根龍一                                                     | 春日萌花 紫雷美央                                                                         | 不明                                                     | 渋谷シュウ チェリー                                      |
| 第3試合 札幌スペシャルシングルマッチ1                        | 第3試合 札幌スペシャルシングルマッチ1                        | 第3試合 札幌スペシャルシングルマッチ1                        | 第3試合 DRAGON GATE 北海道ゆかりの選手によるタッグマッチ                                  | 第3試合 DRAGON GATE 北海道ゆかりの選手によるタッグマッチ | 第3試合 DRAGON GATE 北海道ゆかりの選手によるタッグマッチ |
| 旭志織                                                       | 不明                                                         | 滝澤大志                                                     | サイバー・コング Kzy                                                                      | 不明                                                     | スペル・シーサー 三代目超神龍                            |
| 第4試合 札幌スペシャルシングルマッチ2                        | 第4試合 札幌スペシャルシングルマッチ2                        | 第4試合 札幌スペシャルシングルマッチ2                        | 第4試合 第二の山川竜司を探せ!俺達が相手だ!                                                | 第4試合 第二の山川竜司を探せ!俺達が相手だ!               | 第4試合 第二の山川竜司を探せ!俺達が相手だ!               |
| 真霜拳號                                                     | 不明                                                         | ヒロ・トウナイ                                               | 高木三四郎 TAKAみちのく アブドーラ小林                                                    | 不明                                                     | 名乗りを上げた挑戦者3名                                  |
| 第5試合 タッグマッチ                                         | 第5試合 タッグマッチ                                         | 第5試合 タッグマッチ                                         | 第5試合 北海道初上陸 風天バチバチ                                                         | 第5試合 北海道初上陸 風天バチバチ                        | 第5試合 北海道初上陸 風天バチバチ                        |
| HIROKI 本田アユム                                            | 不明                                                         | 稲松三郎 橋本和樹                                            | 池田大輔 真霜拳號                                                                         | 不明                                                     | 小野武志 スルガマナブ                                    |
| 第6試合 CHAMPION OF STRONGEST-K選手権試合                    | 第6試合 CHAMPION OF STRONGEST-K選手権試合                    | 第6試合 CHAMPION OF STRONGEST-K選手権試合                    | 第6試合 まだ見ぬ強豪?対決                                                                 | 第6試合 まだ見ぬ強豪?対決                                | 第6試合 まだ見ぬ強豪?対決                                |
| 関本大介                                                     | 不明                                                         | 火野裕士                                                     | TAJIRI                                                                                    | 不明                                                     | ストロングおまんまん                                     |
| 第7試合                                                      | 第7試合                                                      | 第7試合                                                      | 第7試合 蛍光灯6人タッグデスマッチ                                                         | 第7試合 蛍光灯6人タッグデスマッチ                        | 第7試合 蛍光灯6人タッグデスマッチ                        |
|                                                              |                                                              |                                                              | 伊東竜二 塚本拓海 星野勘九郎                                                              | 不明                                                     | "黒天使"沼澤邪鬼 宮本裕向 木高イサミ                     |
|                                                              |                                                              |                                                              | TAJIRIは当初第2試合を予定していたがWNC山梨大会を終えて移動したため、第6試合に変更された。 |                                                          |                                                          |

### 2日目
| 大日本プロレス 観客数 : 不明 大日本プロレス札幌大会                   | 大日本プロレス 観客数 : 不明 大日本プロレス札幌大会                   | 大日本プロレス 観客数 : 不明 大日本プロレス札幌大会                   | DDTプロレスリング 観客数 : 不明 札幌プロレスフェスタ2012 DDT                         | DDTプロレスリング 観客数 : 不明 札幌プロレスフェスタ2012 DDT                    | DDTプロレスリング 観客数 : 不明 札幌プロレスフェスタ2012 DDT                    |
| 第1試合 オープニングマッチ                                            | 第1試合 オープニングマッチ                                            | 第1試合 オープニングマッチ                                            | 第1試合 4WAYマッチ                                                                   | 第1試合 4WAYマッチ                                                              | 第1試合 4WAYマッチ                                                              |
| 福田洋                                                                | 不明                                                                  | 谷口裕一                                                              | ヤス・ウラノ 大石真翔                                                                | 不明                                                                            | 佐々木大輔 マサ高梨                                                             |
| 第2試合 タッグマッチ                                                  | 第2試合 タッグマッチ                                                  | 第2試合 タッグマッチ                                                  | 第2試合 シングルマッチ                                                               | 第2試合 シングルマッチ                                                          | 第2試合 シングルマッチ                                                          |
| "黒天使"沼澤邪鬼 佐々木貴                                             | 不明                                                                  | 星野勘九郎 清水基嗣                                                   | 中澤マイケル                                                                         | 不明                                                                            | 千春                                                                            |
| 第3試合 タッグマッチ                                                  | 第3試合 タッグマッチ                                                  | 第3試合 タッグマッチ                                                  | 第3試合 タッグマッチ                                                                 | 第3試合 タッグマッチ                                                            | 第3試合 タッグマッチ                                                            |
| 橋本和樹 神谷英慶                                                     | 不明                                                                  | 小川内潤 アミーゴ鈴木                                                 | 斗猛矢 高尾蒼馬                                                                      | 不明                                                                            | 佐藤光留 福田洋                                                                 |
| 第4試合 シングルマッチ                                                | 第4試合 シングルマッチ                                                | 第4試合 シングルマッチ                                                | 第4試合 あの伝説の名勝負がついに北の大地に上陸!ウルトラスペシャルシングルマッチ      | 第4試合 あの伝説の名勝負がついに北の大地に上陸!ウルトラスペシャルシングルマッチ | 第4試合 あの伝説の名勝負がついに北の大地に上陸!ウルトラスペシャルシングルマッチ |
| TAJIRI                                                                | 不明                                                                  | 石川晋也                                                              | 男色ディーノ                                                                         | 不明                                                                            | DJニラ                                                                          |
| 第5試合 大日本最侠タッグリーグ戦 Bブロック公式リーグ戦                | 第5試合 大日本最侠タッグリーグ戦 Bブロック公式リーグ戦                | 第5試合 大日本最侠タッグリーグ戦 Bブロック公式リーグ戦                | 第5試合 シングルマッチ                                                               | 第5試合 シングルマッチ                                                          | 第5試合 シングルマッチ                                                          |
| 宮本裕向 木高イサミ                                                   | 不明                                                                  | シャドウWX 石川修司                                                   | ケニー・オメガ                                                                       | 不明                                                                            | アントーニオ本多                                                                |
| 第6試合 セミファイナル 大日本最侠タッグリーグ戦 Aブロック公式リーグ戦 | 第6試合 セミファイナル 大日本最侠タッグリーグ戦 Aブロック公式リーグ戦 | 第6試合 セミファイナル 大日本最侠タッグリーグ戦 Aブロック公式リーグ戦 | 第6試合 タッグマッチ                                                                 | 第6試合 タッグマッチ                                                            | 第6試合 タッグマッチ                                                            |
| 佐々木義人 (プロレスラー) 関本大介                                    | 不明                                                                  | 岡林裕二 忍                                                           | HARASHIMA KUDO                                                                       | 不明                                                                            | 石井慧介 入江茂弘                                                               |
| 第7試合 メインイベント 大日本最侠タッグリーグ戦 Bブロック公式リーグ戦 | 第7試合 メインイベント 大日本最侠タッグリーグ戦 Bブロック公式リーグ戦 | 第7試合 メインイベント 大日本最侠タッグリーグ戦 Bブロック公式リーグ戦 | 第7試合 KO-Dタッグ選手権試合                                                         | 第7試合 KO-Dタッグ選手権試合                                                    | 第7試合 KO-Dタッグ選手権試合                                                    |
| アブドーラ小林 ドレイク・ヤンガー                                     | 不明                                                                  | 伊東竜二 塚本拓海                                                     | MIKAMI 藤波辰爾                                                                      | 不明                                                                            | 高木三四郎 謎のマスクマンX with 将軍KYワカマツ                                  |
|                                                                       |                                                                       |                                                                       | 飯伏幸太は新日本プロレス両国国技館大会でIWGPジュニアヘビー級王座の防衛戦により欠場。 |                                                                                 |                                                                                 |

## 札幌プロレスフェスタ2013
- 日時 : 2013年10月13日、10月14日
- 会場 : 札幌テイセンホール
- 参加プロレス団体 : 大日本プロレス、DDTプロレスリング、KAIENTAI DOJO

## 札幌プロレスフェスタ2014
- 日時 : 2014年10月12日、10月13日
- 会場 : 札幌テイセンホール
- 参加プロレス団体 : 大日本プロレス、DDTプロレスリング、KAIENTAI DOJO

## 札幌プロレスフェスタ2016
- 日時 : 2016年10月9日、10月10日
- 会場 : ススキノ・マルスジム
- 参加プロレス団体 : 大日本プロレス、DDTプロレスリング、KAIENTAI DOJO、アイスリボン